# Agustin Acosta
Agustin Acosta (Matanzas, 1886 — 1979) foi um poeta cubano.
O seu livro La zafra, editado em 1926, constitui um projecto de poesia social cubana. A sua poesia baseia-se na realidade social e económica do seu país.

## Obras
- Ala (1915);
- Hermanita (1923);
- La zafra (poemas de combate) (1926);
- Los camelios distantes (1936);
- Ultimos instantes (1941);
- Las íslas desoladas (1943);
- Jesús (poema) (1956);
- Camínos de hierro (1963).